# La gran película snuff americana
The Great American Snuff Film es una película de terror estadounidense de 2003 dirigida por Sean Tretta. Pretendiendo ser imágenes reales tomadas por un par de asesinos en serie, la película sigue a dos mujeres jóvenes que han sido secuestradas y están siendo obligadas a protagonizar una película snuff . La película se muestra en una combinación de vista en tercera persona y estilo metraje encontrado. En 2010, a la película le siguió una secuela titulada The Greatest American Snuff Film.

## Reparto
- Mike Marsh como William Allen Grone
- Ryan Hutman como Roy
- Melinda Lorenz como Patti
- Holi Tavernier como Sarah
- Jason Dinger como Chuck
- Melanie Trimble
- abril hinojosa
- Jeff Tretta como David
- Kira Bowden
- Andrea Villa